# Rosa de Montúfar
Rosa de Montúfar y Larrea-Zurbano (Quito, Virreinato de la Nueva Granada, Imperio Español, 1783 - Ibidem, Ecuador, 12 de noviembre de 1860), fue una noble y aristócrata quiteña, hija del II marqués de Selva Alegre y destacada prócer de la Independencia del actual Ecuador.

## Biografía
Nació en la ciudad de Quito a finales de 1783, aunque se desconoce la fecha exacta. Sus padres fueron Juan Pío de Montúfar, segundo marqués de Selva Alegre, y la aristócrata Josefa Teresa de Larrea y Villavicencio, quienes la bautizaron el 17 de diciembre del mismo año. Rosa era la quinta de seis hermanos, dos de los cuales no alcanzarían la edad adulta: Francisco Javier (1775-1853), Juan José (1777-1779), Carlos (1780-1816), Joaquín (1782-1850) y Juan (1787-1788).
En 1790 su tío materno, el presbítero Domingo Larrea y Villavicencio, le heredó un lote de joyas por un valor de 600 pesos, mismo que le había comprado a la madre de la niña antes de su temprana muerte, acaecida ese mismo año cuando Rosa tenía apenas siete años de edad. En 1798 su padre solicitó para ella los beneficios de una cláusula del testamento del capitán Manrique de Lara, que favorecería con una cuantiosa suma de dinero a una niña noble y pobre. A pesar de que la niña pertenecía a una de las familias nobles más importantes de la entonces Audiencia de Quito, definitivamente no era pobre, sin embargo el presidente Luis Muñoz y Guzmán le asignó una parte de los beneficios.
Rosa era descrita como una dama distinguida, de porte altivo y luminosos ojos azules, cualidades físicas a las que se sumaba un carácter decidido. Su esmerada educación, fruto del pensamiento ilustrado de su padre, se vio reflejada cuando debió hacerse cargo con éxito de las propiedades familiares entre 1809 y 1812.

### Matrimonio y descendencia

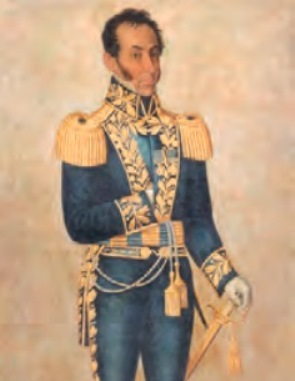
Vicente Aguirre, por Antonio Salas (1824).

El 24 de enero de 1815 contrajo matrimonio con el general independentista Vicente Aguirre y Mendoza, con quien tuvo dos hijos:
- Carlos Aguirre y Montúfar. Casado con Virginia Klinger, tuvieron una hija:
  - Virginia Aguirre Klinger. Casada con Rafael Barba, con descendencia.
- Juan Aguirre y Montúfar. Casado con Leonor Klinger, tuvieron ocho hijos:
  - Eugenia Aguirre Klinger. Casada y con descendencia.
  - Juan Pío Aguirre Klinger. Casado y con descendencia.
  - Rosa Aguirre Klinger. Casada y con descendencia.
  - Eloy Aguirre Klinger. Casado y con descendencia.
  - Elina Aguirre Klinger. Casada y con descendencia.
  - Adolfo Aguirre Klinger. Casado y con descendencia.
  - Carolina Aguirre Klinger. Casada y con descendencia.
  - Carlos Aguirre Klinger. Casado y con descendencia.

## Papel durante la Independencia

### El 10 de agosto de 1809
Después de que fracasara la Junta de Gobierno, encabezado por su padre en 1809, el conde Ruíz de Castilla ordenó la aprensión de quienes habían participado de la conjura contra la corona española. Rosa, el único miembro de la familia Montúfar que no contaba con orden de prisión, se encargó entonces de esconder a su padre, su tío Pedro y la esposa de éste, Nicolasa Guerrero. Personalmente salió con ellos desde la hacienda Chillo-Compañía, en el valle de Los Chillos, hacia las de Suya, Silito y Tigua, todas en las cercanías de Sigchos. La joven, de apenas 25 años regresó a Quito para coordinar los trámites legales, de defensa ante las cortes y de reclamación de los bienes confiscados, mismos que llevó a cabo con gran entereza y habilidad.
A pesar de las precauciones su tío Pedro fue encontrado y conducido al Cuartel Real, de donde sería rescatado por la misma Rosa y su amiga María Ontaneda y Larraín. Las jóvenes aprovecharon una visita en la que se les permitió quedarse hasta tarde para presenciar una partida de cartas, y una vez que los soldados estuvieron distraídos, vistieron a Pedro con sus ropajes y lo sacaron del edificio hacia la capilla mortuoria que los Montúfar mantenían en el convento de El Tejar, hasta donde Rosa le llevaba comida y noticias cada noche. Este acto de astucia salvó al capitán de morir durante la masacre del 2 de agosto.

### El Estado de Quito
En diciembre de 1811, su hermano Carlos renunció al cargo de Comisionado de Regencia, estableciendo el Estado de Quito en total independencia de España. Durante este período Rosa se puso al frente de las extensas propiedades familiares y mantuvo aprovisionadas a las tropas con lo que en ellas se producía, paleando levemente el bloqueo que le habían impuesto Bogotá, Lima y Guayaquil.
Los primeros días de febrero de 1812 Rosa y su prima María Mercedes fueron interceptadas por tropas realistas mientras se desplazaba hacia el norte del país, aunque el piquete de soldados españoles que las escoltaba las dejó inexplicablemente libres por 24 horas, confiando en su palabra de que regresarían. Las jóvenes huyeron hacia Pomasqui y, desde allí, regresaron a Quito disfrazadas como frailes para continuar defendiendo la efímera independencia lograda, que llegaría a su fin el 1 de diciembre tras la Batalla de Ibarra.
En 1813 su padre fue aprehendido por el corregidor Martín Chiriboga y León, siendo conducido a la ciudad de Loja para ser juzgado, por lo que Rosa emprendió el largo viaje con un grupo de sirvientes, cabalgando a la usanza varonil y vestida con pantalones para tener mayor comodidad. Al llegar intentó comprar la liberación del marqués con dos mil pesos, pero había llegado tarde ya que éste se encontraba rumbo a España por la ruta de Cumbal; aun así la joven se ocupó de enviarle todo lo necesario en su destierro.

### Campañas bolivarianas
Después de algunos años en los que luchó infructuosamente con el repuesto Gobierno español, para que le fueran devueltas sus propiedades confiscadas, Rosa y su esposo Vicente se unieron a la causa del bando independentista bolivariano, al que aportaron con dinero para comprar la lealtad de soldados realistas, vituallas y los esclavos de sus propias haciendas para que se enlisten como soldados. Mediante algunos de sus sirvientes, Rosa ayudó a huir al general Mires y a otros jefes libertarios que estaban presos en la ciudad de Quito, conduciéndolos a su hacienda en el valle de Los Chillos, donde además acogió al mariscal Antonio José de Sucre y sus tropas.

## Últimos años y muerte
Después del triunfo de Pichincha, que consagró la libertad del Ecuador en la Gran Colombia, Rosa se convirtió en amiga personal del Gran Mariscal de Ayacucho, a la vez que su esposo se había ganado el respeto de los oficiales durante las batallas que había librado junto al ejército bolivariano, que lo llevarían a ser nombrado por Simón Bolívar como Gobernador del Departamento de Quito.
Sin embargo, además de alguna carta a las nuevas autoridades republicanas, solicitando reivindicaciones de las propiedades confiscadas por los españoles, poco se conoce de las actividades que realizó durante sus últimos años; aunque sí recuperó sus haciendas de Guambayña, Suyo Silito, Puñabí y Tigual en Latacunga, Chillo-Compañía y Chaupi en Sangolquí, así como el Palacete Montúfar, que se encontraba ubicado en lo que hoy es la Plaza Chica del Centro Histórico de Quito.
Rosa de Montúfar falleció el 12 de noviembre de 1860 en la ciudad de Quito, cuando contaba con 77 años de edad, siendo sepultada en la capilla familiar en el convento de El Tejar. Junto con su tío Pedro, se convirtieron en los únicos Montúfar que alcanzaron a vivir plenamente la libertad republicana posterior a la Independencia, siendo Rosa el tronco de varias familias que se destacan hasta la actualidad en diferentes ámbitos de la vida pública y política ecuatoriana.